# جی‌سی گونزالس
جی‌سی گونزالس (اسپانیایی: JC Gonzalez‎؛ زادهٔ ۱۹۹۰) هنرپیشه، خواننده، ترانه‌سرا، آهنگ‌ساز، صدا پیشه اهل کلمبیا-آمریکا است. وی از سال ۲۰۰۵ میلادی تاکنون مشغول فعالیت بوده‌است.